# 발레리 바를루아
발레리 바를루아(프랑스어: Valérie Barlois, 1969년 5월 28일~)는 프랑스의 은퇴한 펜싱 선수로 주 종목은 에페이다. 1996년 하계 올림픽에서 개인전 은메달을 획득했고, 단체전에서 금메달을 획득했다.